# Cultura di Halaf
     Cultura di Haggi Muhammad
     Cultura di Samarra
     Cultura di Halaf
     Cultura di Hassuna
     Culture "tipo Halaf"
     Ceramiche anatoliche
     Amuq D e neolitico ceramico B palestinese
     (area di Biblo): neolitico medio di Biblo

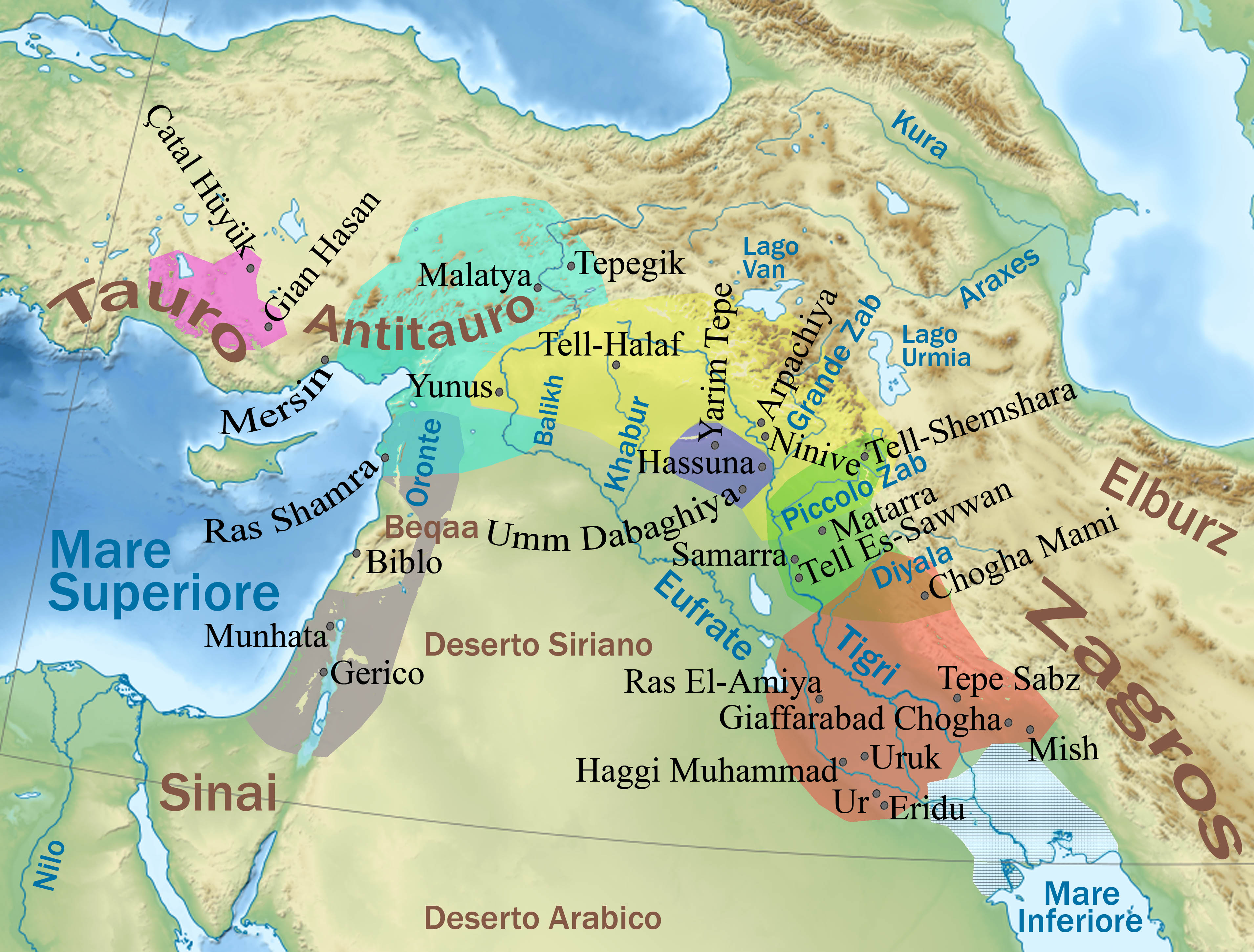
Zone di influenza delle diverse culture nel periodo medio Halaf, 5600-4500 a.C. (le dimensioni del Golfo Persico sono quelle ipotizzate per il 3000 a.C.)
Legenda (da sudest a nordovest approssimativamente):
Cultura di Haggi Muhammad
Cultura di Samarra
Cultura di Halaf
Cultura di Hassuna
Culture "tipo Halaf"
Ceramiche anatoliche
Amuq D e neolitico ceramico B palestinese
(area di Biblo): neolitico medio di Biblo

La cultura di Halaf è una cultura neolitica che si diffuse in tutta l'Alta Mesopotamia tra il VI e il V millennio a.C.. Il sito guida da cui prende il nome è quello di Tell Halaf (sul fiume Khabur). Secondo la Scuola di Lione, questa cultura si situa nel "periodo 6" della storia della Mesopotamia.

## Cronologia
Si apre con una fase antica, caratteristica del sito di Arpachiya, in Assiria (6000-5300 a.C.). Successivamente si trasmette in tutta l'Alta Mesopotamia in una fase media (5300-4800 a.C.): a sudest finisce per confinare con la cultura Hassuna tarda, giungendo ad assorbirla nello Halaf tardo (4800-4500 a.C.).

## Caratteristiche
La cultura di Halaf risulta dunque la cultura più influente sorta fino ad allora: è anzi la prima civiltà mesopotamica che abbia raggiunto dimensioni ragguardevoli (la zona di influenza misura tre o quattro volte l'ambito originario di questa cultura), rappresentando una fase assai rilevante ai fini della futura omogeneizzazione del Vicino Oriente mesopotamico.
Si ipotizza che la cultura di Halaf derivi dagli apporti di montanari scesi nella pianura in cerca di ambiti ecologici più estesi, dove applicare con maggior profitto le tecniche neolitiche sviluppate inizialmente nelle zone pedemontane dei Monti Zagros (dall'Eufrate al Piccolo Zab), in particolare l'agricoltura e il pascolo.
L'economia tipicamente legata a questa cultura è di tipo agro-pastorale, basata sulla coltivazione dell'orzo non irriguo e sul pascolo dei caprovini: questo modello di sussistenza è il punto di arrivo dei tanti esperimenti portati avanti nel pedemonte (e qui vi rimarrà modello fondamentale).
Gli insediamenti di tipo Halaf hanno dimensioni contenute (uno o due ettari). Nelle abitazioni permangono tratti arcaici, quali appaiono nelle forme a thòlos (tonde e con cupola). Alla parte interna (circolare) si viene introdotti attraverso una sorta di vasto spazio coperto di forma rettangolare e allungata, un decisivo regresso rispetto alle abitazioni quadrangolari che si sono affermate ormai da diverse centinaia di anni, come a Çatal Hüyük in Anatolia (6500-5500 a.C.) o a Umm Dabaghiya in Assiria (6000-5500 a.C.).
Nonostante questi tratti arcaici, la cultura di Halaf presenta una grande capacità di diffondersi, soprattutto con la caratteristica ceramica policroma, che rappresenta l'apice tecnologico raggiunto dall'uomo fino a quel punto del neolitico vicino-orientale.
| Schema cronologico del neolitico del Vicino Oriente | Schema cronologico del neolitico del Vicino Oriente | Schema cronologico del neolitico del Vicino Oriente | Schema cronologico del neolitico del Vicino Oriente                            | Schema cronologico del neolitico del Vicino Oriente | Schema cronologico del neolitico del Vicino Oriente | Schema cronologico del neolitico del Vicino Oriente | Schema cronologico del neolitico del Vicino Oriente |
| 6000                                                | Khabur                                              | Gebel Singiar Assiria                               | Medio Tigri                                                                    | Bassa Mesopotamia                                   | Khuzistan                                           | Anatolia                                            | Siria                                               |
| --------------------------------------------------- | --------------------------------------------------- | --------------------------------------------------- | ------------------------------------------------------------------------------ | --------------------------------------------------- | --------------------------------------------------- | --------------------------------------------------- | --------------------------------------------------- |
| 5500                                                |                                                     | Umm Dabaghiya                                       |                                                                                |                                                     | Muhammad Giaffar                                    | Çatalhöyük (6300-5500)                              | Amuq A                                              |
| 5200                                                | Halaf antico                                        | Hassuna                                             | Samarra antico (5600-5400) Samarra medio (5400-5000) Samarra tardo (5000-4800) |                                                     | Susiana A                                           | Hagilar Mersin 24-22                                | Amuq B                                              |
| 4800                                                | Halaf medio                                         | Hassuna tardo Gawra 20                              | Samarra antico (5600-5400) Samarra medio (5400-5000) Samarra tardo (5000-4800) | Eridu (= Ubaid 1) Eridu 19-15                       | Tepe Sabz                                           | Hagilar Mersin 22-20                                | Amuq C                                              |
| 4500                                                | Halaf tardo                                         | Gawra 19-18                                         |                                                                                | Haggi Muhammad (= Ubaid 2) Eridu 14-12              | Khazineh Susiana B                                  | Gian Hasan Mersin 19-17                             | Amuq D                                              |